# 배리 밴다이크

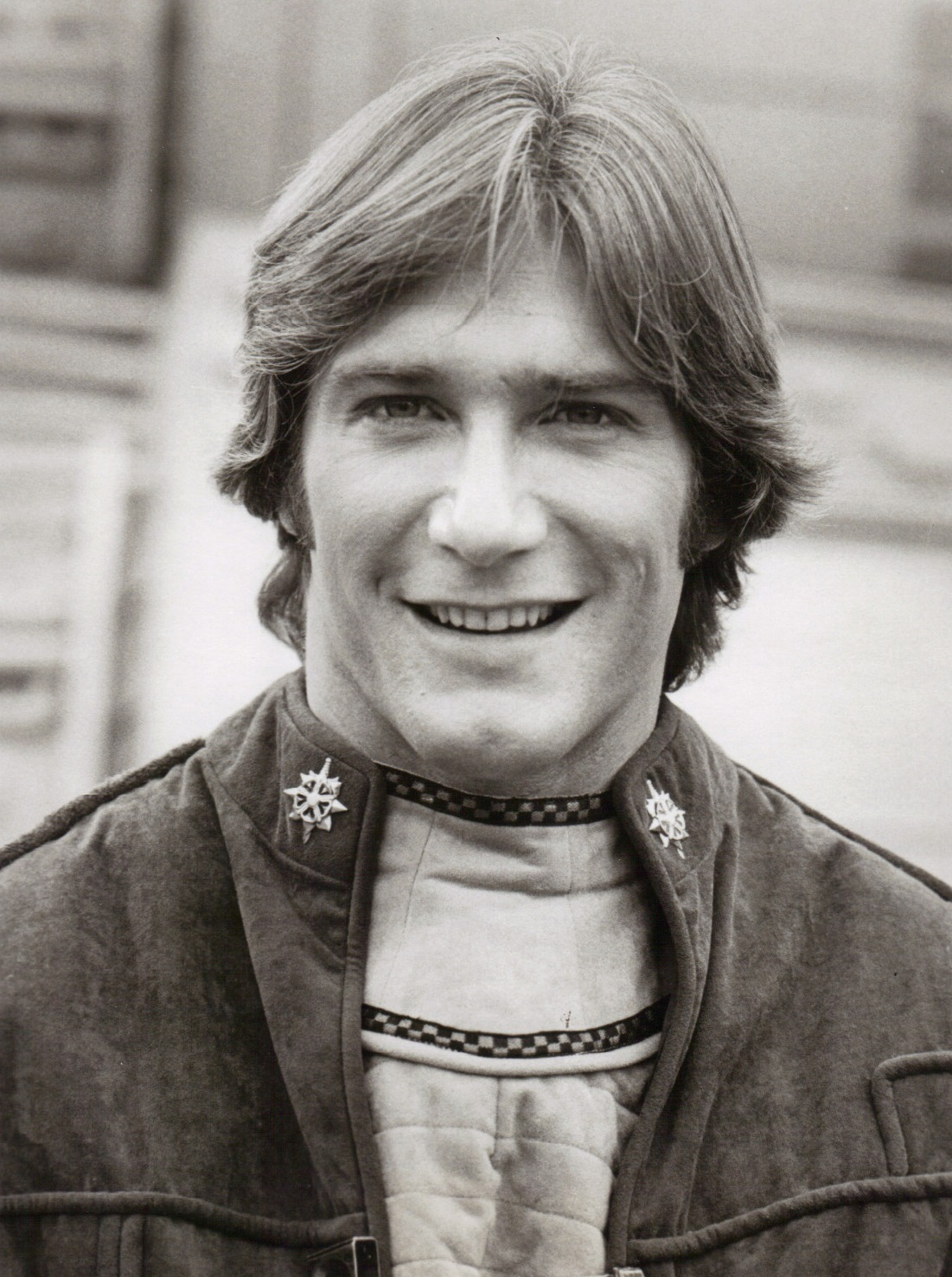

배리 밴다이크(영어: Barry Wayne Van Dyke, 1951년 7월 31일 ~ )는 미국의 배우이다.
애틀랜타에서 태어났다. 배우 딕 밴다이크의 아들이다.

## 방송
- 에어울프